# Rosa Teruzzi
Rosa Teruzzi (Monza, 10 giugno 1965) è una giornalista, scrittrice e conduttrice televisiva italiana.

## Biografia
Vive e lavora a Milano ed è esperta di cronaca nera. Dopo aver guidato la redazione di Verissimo, è diventata caporedattrice della trasmissione televisiva Quarto grado e scrive romanzi e racconti di genere giallo. Per scrivere i suoi romanzi si ritira in estate presso un vecchio casello ferroviario a Colico, sul lago di Como. Un altro casello ferroviario, sito tra il Naviglio Grande e il Giambellino, ha ispirato la serie di romanzi I delitti del casello, editi a partire dal 2016, le cui protagoniste Vittoria, la mamma Libera e la nonna Iole, cercano di risolvere misteri tra Milano, la Brianza e il lago di Como. Nel 2001 ha condotto con Alberto Bilà la trasmissione televisiva di Canale 5 Verissimo, mentre dal 2001 al 2002 ha condotto la rubrica Verissimo Vacanze, sempre con Bilà, e dal 2003 al 2005 Verissimo Magazine, rubrica dedicata a musica, cinema e libri.

## Opere
- Nulla per caso, Sperling & Kupfer, 2008
- Il segreto del giardiniere, Rusconi Libri, 2012
- Il prezzo della bellezza, Rusconi Libri, 2013

### I delitti del casello
- La sposa scomparsa, Sonzogno, 2016
- La fioraia del Giambellino, Sonzogno, 2017
- Non si uccide per amore, Sonzogno, 2018
- Ultimo tango all'Ortica, Sonzogno, 2019
- La memoria del lago, Sonzogno, 2020[2]
- Ombre sul Naviglio, Sonzogno, 2021
- Gli Amanti di Brera, Sonzogno, 2022
- Il valzer dei traditori, Sonzogno, 2023
- La ballata dei padri infedeli, Sonzogno, 2024
- La giostra delle spie, Sonzogno, 2025